# Zabrnjica
Zabrnjica (en serbe cyrillique : Забрњица) est un village de Serbie situé dans la municipalité de Priboj, district de Zlatibor. Au recensement de 2011, il comptait 205 habitants.

## Démographie

### Évolution historique de la population
| 1948 | 1953 | 1961 | 1971 | 1981 | 1991 | 2002 | 2011 |
| ---- | ---- | ---- | ---- | ---- | ---- | ---- | ---- |
| 707  | 864  | 880  | 841  | 573  | 391  | 205  | 205  |

|  |